# 2023年世界バドミントン選手権大会の日本代表チーム
2023年世界バドミントン選手権大会の日本代表チーム（Japan's national badminton team at the World Badminton Championships 2023）は、2023年世界バドミントン選手権大会における日本の代表チーム。
奈良岡功大が22歳にして決勝に進出するが、同世代ライバルのクンラブット・ビチットサーンに敗れて銀メダルを獲得した。

## 代表メンバー

### 男子シングルス
- 奈良岡功大 (4) 準優勝
- 西本拳太 (14)
- 常山幹太

### 女子シングルス
- 山口茜 (2) 3位
- 奥原希望

### 男子ダブルス
- 保木卓朗 / 小林優吾 (5)
- 古賀輝 / 齋藤太一

### 女子ダブルス
- 松本麻佑 / 永原和可那 (4)
- 福島由紀 / 廣田彩花 (5)
- 志田千陽 / 松山奈未 (7)
- 岩永鈴 / 中西貴映 (14)

### 混合ダブルス
- 渡辺勇大 / 東野有紗 (2) 3位
- 山下恭平 / 篠谷菜留 (15)
- 緑川大輝 / 齋藤夏
- 金子祐樹 / 松友美佐紀